# 爱德华三世 (巴尔公爵)
巴尔公爵爱德华三世（德語：Eduard III, Herzog von Bar，1377年6月—1415年10月25日），1411年—1415年在位。1399年被其父巴尔公爵罗伯特封为蓬塔穆松侯爵（德語：Markgraf von Pont-à-Mousson）。1396年尼科波利斯戰役结束后，其同父同母的兄长亨利和菲利普均已逝世，爱德华成为其父巴尔公爵罗伯特的继承人。1405年法国国王查理六世命爱德华镇守备受英格兰王国威胁的法国北疆加来—滨海布洛涅一带。1406年爱德华听从奥尔良公爵路易一世号令参加吉耶讷战役，但法军因痢疾遭受重创。1407年奥尔良公爵路易一世遇刺身亡后，爱德华转投勃艮第公爵约翰麾下并使勃艮第公国复兴。1411年继任巴尔公爵后，爱德华于1415年阿金库尔战役身亡，因其本人终身未婚只留下几个私生子，巴尔公爵由其同父同母弟弟沙隆主教和凡尔登主教路易继承。